# Чибьяншур
Чибьяншур — деревня в Селтинском районе Удмуртской республики.

## География
Находится в западной части Удмуртии на расстоянии приблизительно 8 км на северо-восток по прямой от районного центра села Селты.

## История
Известна с 1802 года как починок Чибьяншур с 7 дворами удмуртов. В 1873 году здесь (Чибьяншур или Селта малая) 13 дворов, в 1893 — 18, в 1905 (уже деревня Чибьяншур или Малая Селта) — 23, в 1924 — 30. До 2021 года входила в состав Колесурского сельского поселения.

## Население
Постоянное население составляло 20 мужчин (1802), 77 человек (1873), 118 (1893, 69 удмуртов и 49 русских), 146 (1905), 174 (1924), 7 человек в 2002 году (удмурты 86 %), 3 в 2012.